# 临河里街道
临河里街道是北京市通州區中部的一个街道。
管辖范围：东至东六环路，南至九棵树东路，西至梨园南街、玉桥东一路，北至运河西大街、北运河。

## 历史
唐代此地为潞城乡临河里，为通州早在齐时的潞县治所在地。原名小街，于2003年进行旧村改造，2004年起兴建居民住宅区，并改名临河里。
2020年9月成立临河里街道。

## 行政区划
临河里街道下辖以下地区：
土桥社区、潞阳桥社区、净水园社区、花石苑社区、运河滨江社区、铭悦园社区、砖厂南里社区、华悦园社区、玫瑰园社区、裕馨社区、华锦园社区、华星园社区。

## 交通
北京地铁1号线八通线设有临河里站。
途经临河里街道的公交线路包括：317路、435路、589路、591路、805路、806路、807路、810路、910路、924路、938路等。